# Namarroi
Namarroi es un distrito de la provincia de Zambezia, en Mozambique, con una población censada en agosto de 2017 de 1 499 898 habitantes.
Se encuentra ubicado en el centro del país, entre la frontera con Malaui, al noroeste, y la costa del océano Índico, al este, y cerca del río Bons Sinais.